# Ti danske Smaasange
Ti danske Smaasange er en sangbog med sange af Carl Nielsen udgivet i 1926.
Samlingen indeholder de populære sange Jeg ved en Lærkerede, Solen er saa rød, Mor og Den danske sang er en ung blond pige.
Ni af sangene var allerede udgivet i Melodier til Sangbogen 'Danmark' fra 1924, mens Den danske sang er en ung blond pige var en nyudgivelse.
Thorvald Aagaard anmeldte sangbogen i Højskolebladet med ordene:
| „ | Hvor er det morsomt at være Vidne til den Grøde, der nu er i vor folkelige Sangmusik, at se, hvordan Sansen for god og jævn Melodi er ved at blive vakt. Carl Nielsen skal have sin store Part af Æren for dette. Han har Gang paa Gang vist Vejen og gør det nu atter i en Samling: ”Ti danske Smaasange” | “ |

Det Kongelige Bibliotek har gjort en indskanning af sangbogen tilgængelig på Internettet.